# Siódemkowy system liczbowy
Siódemkowy system liczbowy to pozycyjny system liczbowy o podstawie 7. System siódemkowy jest czasem nazywany septymalnym (łac. septem – siedem). Do zapisu liczb używa się w nim siedmiu cyfr, od 0 do 6.
Jak w każdym pozycyjnym systemie liczbowym, liczby zapisuje się tu jako ciągi cyfr, z których każda jest mnożnikiem kolejnej potęgi liczby będącej podstawą systemu.
W matematyce liczby w systemach niedziesiętnych oznacza się czasami indeksem dolnym zapisanym w systemie dziesiętnym, a oznaczającym podstawę systemu, np. 10007 = 34310.
Ułamki wyrażone w systemie siódemkowym są ułamkami okresowymi, chyba że mianownik jest potęgą liczby siedem. Przykłady:
| Dziesiętny | Siódemkowy (część okresowa)       |
| ---------- | --------------------------------- |
| 1/2        | 1/2 = 0,(3)                       |
| 1/3        | 1/3 = 0,(2)                       |
| 1/4        | 1/4 = 0,(15)                      |
| 1/5        | 1/5 = 0,(1254)                    |
| 1/6        | 1/6 = 0,(1)                       |
| 1/7        | 1/10 = 0,1                        |
| 1/8        | 1/11 = 0,(06)                     |
| 1/9        | 1/12 = 0,(053)                    |
| 1/10       | 1/13 = 0,(0462)                   |
| 1/11       | 1/14 = 0,(0431162355)             |
| 1/12       | 1/15 = 0,(04)                     |
| 1/13       | 1/16 = 0,(035245631421)           |
| 1/14       | 1/20 = 0,0(3)                     |
| 1/15       | 1/21 = 0,(0316)                   |
| 1/16       | 1/22 = 0,(03)                     |
| 1/17       | 1/23 = 0,(0261143464055232)       |
| 1/18       | 1/24 = 0,(025)                    |
| 1/19       | 1/25 = 0,(024)                    |
| 1/20       | 1/26 = 0,(0231)                   |
| 1/21       | 1/30 = 0,0(2)                     |
| 1/22       | 1/31 = 0,(0214064526)             |
| 1/23       | 1/32 = 0,(0206251134364604155323) |
| 1/24       | 1/33 = 0,(02)                     |
| 1/25       | 1/34 = 0,(0165)                   |
| 1/26       | 1/35 = 0,(016122650544)           |
| 1/27       | 1/36 = 0,(015463241)              |
| 1/28       | 1/40 = 0,0(15)                    |
| …          | …                                 |
| 1/49       | 1/100 = 0,01                      |

Współcześnie nie stosuje się systemu siódemkowego w praktyce. Nie ma również dowodów naukowych na stosowanie systemu siódemkowego w przeszłości, można jedynie odnotować, że od drugiej połowy pierwszego tysiąclecia p.n.e. do dziś funkcjonuje podział tygodnia na siedem dni, a w starożytnym Egipcie istniał, wynikający z proporcji anatomicznych, podział łokcia królewskiego na siedem dłoni.